# 布格湖
54°30′38″N 9°32′6″E / 54.51056°N 9.53500°E

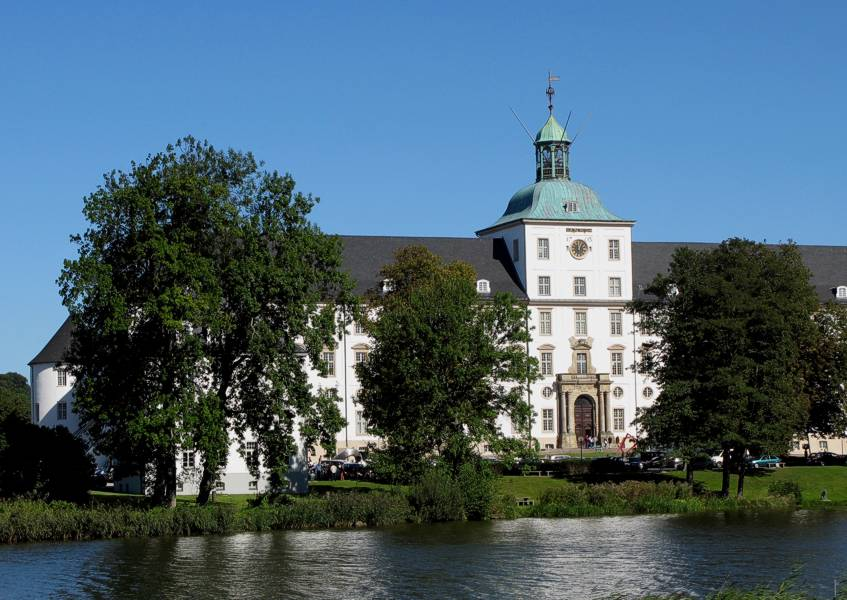

布格湖（德語：Burgsee），是德國的湖泊，位於該國北部石勒蘇益格-荷爾斯泰因州，由石勒蘇益格負責管轄，該湖泊面積0.19平方公里，湖岸線長度2.9公里。